# Tyrese Haliburton
Tyrese John Haliburton (Wisconsin, 29 de fevereiro de 2000) é um jogador norte-americano de basquete profissional que atualmente joga no Indiana Pacers da National Basketball Association (NBA).
Ele jogou basquete universitário na Universidade Estadual de Iowa e foi selecionado pelo Sacramento Kings como a 12º escolha geral no draft da NBA de 2020. Em 2022, Haliburton foi adquirido pelos Pacers como parte de um pacote de troca por Domantas Sabonis. Ele foi selecionado para o All-Star Game como reserva em 2023 e como titular em 2024.
Ele também fez parte da Seleção Americana que ganhou o ouro nas Olimpíadas de 2024 em Paris, tornando-se o primeiro ex-jogador de Iowa State a ganhar o ouro olímpico no basquete masculino.

## Carreira no ensino médio
Haliburton jogou basquete na Oshkosh North High School em Oshkosh, Wisconsin. Em seu segundo ano, ele foi nomeado para a Segunda-Equipe e para a Equipe Defensiva da Fox Valley Association (FVA). Em sua terceira temporada, Haliburton teve médias de 18 pontos, seis assistências e cinco rebotes, ganhando o Prêmio de Jogador do Ano da FVA.
Como um veterano com fome de trazer ao Oshkosh North seu primeiro título estadual de basquete masculino na história da escola, ele teve médias de 22,9 pontos, 6,2 assistências, 5,1 rebotes, 3,5 roubos de bola e 1,7 bloqueios, levando a escola a um recorde de 26-1. Em 18 de fevereiro de 2018, ele marcou 42 pontos em uma vitória sobre a Kaukauna High School. Haliburton marcou 31 pontos, incluindo 24 no segundo tempo, na vitória na Final do Campeonato Estadual da Divisão I de Wisconsin sobre a Brookfield East High School, o primeiro título estadual de sua escola. Ele foi nomeado o Jogador do Ano de Wisconsin e o Co-Jogador do Ano da FVA.

### Recrutamento
Considerado um recruta de três estrelas pelos principais serviços de recrutamento, ele se comprometeu a jogar basquete universitário na Universidade Estadual de Iowa em 18 de setembro de 2017.
| Nome | Cidade Natal                           | Escola             | Altura             | Peso           | Data                   |
| --- | -------------------------------------- | ------------------ | ------------------ | -------------- | ---------------------- |
| Tyrese Haliburton PG | Oshkosh, Wisconsin                     | Oshkosh North (WI) | 6 ft 5 in (1.96 m) | 170 lb (77 kg) | 18 de Setembro de 2017 |
| Tyrese Haliburton PG | Recrutamento: Rivals: 247Sports: ESPN: |                    |                    |                |                        |
| - Nota: Em muitos casos, Scout, Rivals, 247Sports e ESPN podem entrar em conflito em suas listas de altura e peso, nestes casos, a média foi obtida. - Fonte: |                                        |                    |                    |                |                        |

## Carreira universitária

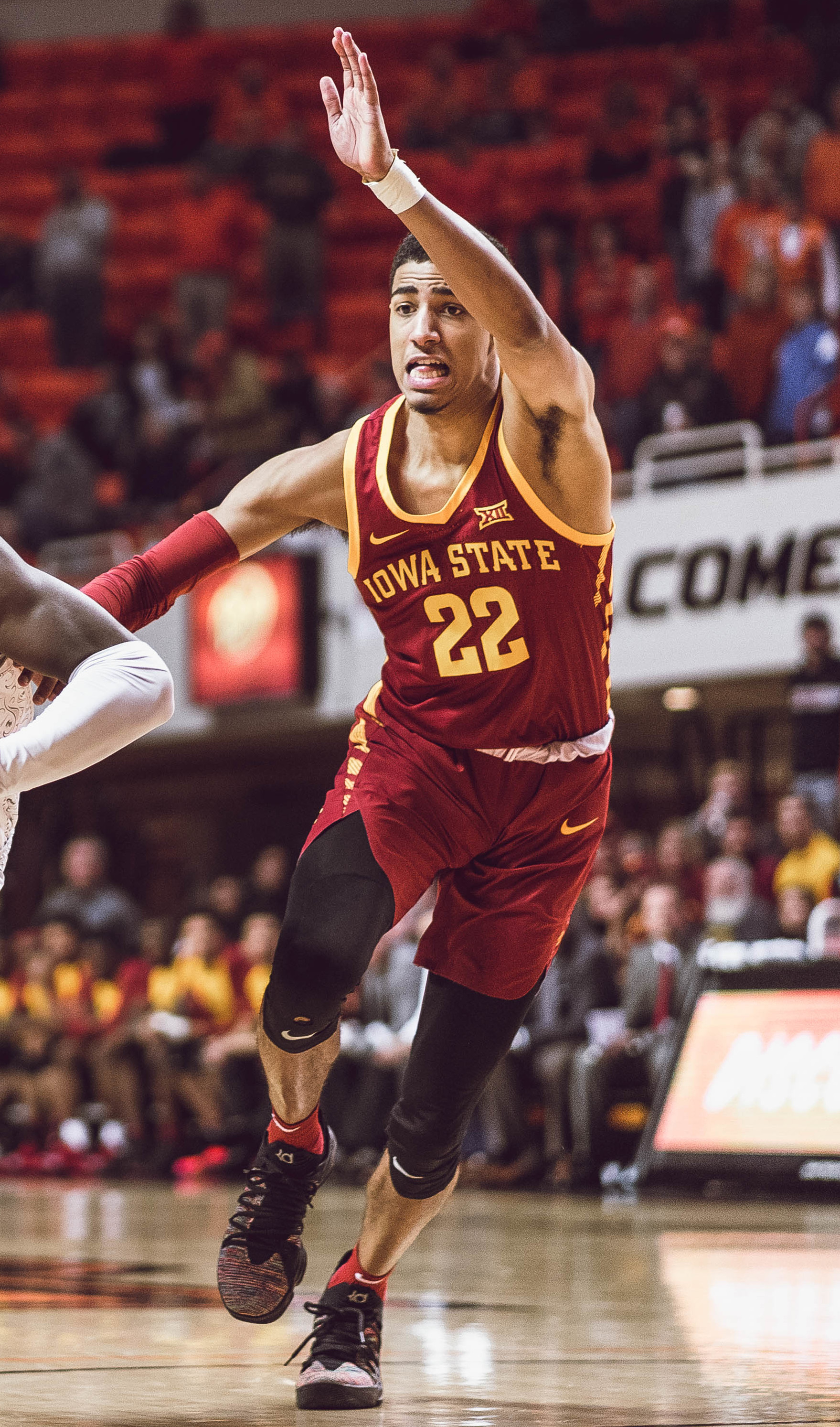
Haliburton em Iowa State em 2019

Em 6 de novembro de 2018, Haliburton fez sua estreia universitária pelo Iowa State, registrando 12 pontos, quatro rebotes e quatro assistências na vitória por 79-53 sobre Alabama State. Em 9 de dezembro, ele registrou 15 pontos e 17 assistências em uma vitória por 101-65 sobre Southern. Suas 17 assistências foram as maiores de um jogador de Iowa State em qualquer jogo, superando o recorde anterior estabelecido por Eric Heft em 1974.
Em 35 jogos em sua temporada de calouro, Haliburton teve médias de 6,8 pontos, 3,6 assistências e 1,5 roubadas de bola. Ele foi o único calouro da primeira divisão da NCAA, além de Zion Williamson, a acumular pelo menos 50 roubos de bola e 30 bloqueios.
Durante sua segunda temporada, Haliburton foi nomeado o Jogador da Semana da Big 12 em 11 de novembro de 2019 após ter médias de 13,5 pontos e 13,0 assistências em vitórias sobre Mississippi Valley State e Oregon State. Em 4 de janeiro de 2020, ele registrou 22 pontos, 12 rebotes e 10 assistências em uma derrota na prorrogação para TCU, o primeiro triplo-duplo de um jogador de Iowa State desde Monté Morris em 2016. Ele foi posteriormente nomeado o Jogador da Semana da Big 12 pela segunda vez.
Depois de fraturar o pulso esquerdo em 8 de fevereiro durante um jogo contra Kansas State, Haliburton foi descartado pelo resto da temporada. Ele teve médias de 15,2 pontos, 5,9 rebotes, 6,5 assistências e 2,5 roubos de bola e foi nomeado para a Segunda-Equipe da Big 12. Após a temporada, ele anunciou que entraria no draft da NBA de 2020 e renunciaria à elegibilidade universitária restante.

## Carreira profissional

### Sacramento Kings (2020–2022)

#### All-Rookie (2020–21)
Haliburton foi selecionado pelo Sacramento Kings como a 12ª escolha geral no draft da NBA de 2020. Em 27 de novembro de 2020, os Kings anunciaram oficialmente que haviam assinado um contrato de 4 anos e US$17 milhões com Haliburton.
Em 23 de dezembro de 2020, Haliburton fez sua estreia na NBA e registrou 12 pontos, quatro assistências, dois rebotes e um bloqueio em uma vitória por 124-122 na prorrogação sobre o Denver Nuggets. Em 14 de abril de 2021, Haliburton registrou seis roubos de bola em uma derrota por 123-111 para o Washington Wizards.
Em 2 de maio de 2021, Haliburton sofreu uma lesão no joelho esquerdo em um jogo contra o Dallas Mavericks. Embora uma ressonância magnética mais tarde não tenha revelado danos nos ligamentos, foi anunciado que Haliburton perderia os últimos sete jogos da temporada de 2020-21 por precaução. Após a temporada, Haliburton terminou em terceiro na votação de Novato do Ano e foi nomeado para a Primeira-Equipe de Novatos.

#### Troca (2021–22)
Em 29 de janeiro de 2022, Haliburton registrou 38 pontos, seu recorde na carreira, sete assistências, três rebotes e duas roubadas de bola na derrota por 103-101 contra o Philadelphia 76ers. Em 5 de fevereiro, ele registrou 17 assistências, o recorde de sua carreira, 13 pontos, seis rebotes e duas roubadas de bola na vitória por 113-103 sobre o Oklahoma City Thunder.

### Indiana Pacers (2022–Presente)

#### Primeira temporada em Indy (2021–22)
Em 8 de fevereiro de 2022, Haliburton, Buddy Hield e Tristan Thompson foram trocados para o Indiana Pacers em troca de Domantas Sabonis, Justin Holiday, Jeremy Lamb e uma escolha de segunda rodada de 2023. Na época da troca, o técnico dos Pacers, Rick Carlisle, referiu-se a Haliburton como "um jovem armador de elite que afeta o jogo positivamente de muitas, muitas maneiras".
Em 11 de fevereiro, Haliburton fez sua estreia pelos Pacers em uma derrota por 120-113 para o Cleveland Cavaliers, registrando 23 pontos, 6 assistências, 3 rebotes e 3 roubos de bola. Em 13 de fevereiro, em seu segundo jogo com os Pacers, ele marcou 22 pontos e deu 16 assistências em uma derrota para o Minnesota Timberwolves. Em 16 de fevereiro, Haliburton registrou 21 pontos e 14 assistências em sua primeira vitória com os Pacers, derrotando o Washington Wizards por 113-108.
Haliburton participou do Rising Stars Challenge de 2022 ao lado de seu companheiro de equipe Chris Duarte. Haliburton e Desmond Bane foram os vencedores do Clorox Clutch Challenge de 2022, um evento para a 75ª temporada da NBA durante o All-Star Weekend de 2022.
Em 23 de março, no primeiro jogo contra seu ex-time, Haliburton registrou 13 pontos, 15 assistências e 3 roubos de bola em uma derrota por um ponto para o Sacramento Kings. Em 1º de abril, ele marcou 30 pontos em 25 minutos em uma derrota para o Boston Celtics. No jogo seguinte, em 3 de abril, Haliburton quase conseguiu um triplo-duplo com 19 pontos, 17 assistências e 9 rebotes contra o Detroit Pistons, registrando o maior número de assistências em um jogo por um jogador dos Pacers desde T.J. McConnell na temporada de 2020-21.

#### All-Star Game (2022–23)
Em 19 de outubro de 2022, na estreia da temporada, Haliburton marcou 26 pontos e deu 7 assistências em uma derrota para o Washington Wizards. Em 21 de novembro, Haliburton foi selecionado como Jogador da Semana da Conferência Leste, liderando os Pacers a um recorde de 3-0, enquanto teve médias de 21 pontos, 11 assistências e 4 rebotes. Em 29 de novembro, Haliburton se tornou o primeiro jogador na história da NBA a registrar mais de 40 assistências e 0 turnovers em uma sequência de 3 jogos com médias de 20 pontos, 13,3 assistências, 6 rebotes e 2,3 roubos de bola. Em 10 de dezembro, Haliburton marcou 35 pontos, 9 assistências e 3 roubos de bola em uma derrota por 136-133 contra o Brooklyn Nets. Em 21 de dezembro, em uma vitória por 117-112 contra o Boston Celtics, ele registrou 33 pontos e 8 assistências. Dois dias depois, em 23 de dezembro, Haliburton fez uma cesta de três pontos para ganhar o jogo e terminou com a sua maior pontuação na carreira, 43 pontos, com um recorde da franquia dos Pacers de 10 cestas de três pontos em uma vitória por 121-118 sobre o Miami Heat.
Em 12 de janeiro de 2023, Haliburton ficou fora por duas semanas devido a lesões no cotovelo e no joelho, com a equipe obtendo um recorde de 1–9 em sua ausência. Em seu retorno em 2 de fevereiro, contra o Los Angeles Lakers, Haliburton registrou 26 pontos, 12 assistências e 2 roubos de bola.
Haliburton foi nomeado para seu primeiro All-Star Game da NBA em 2023 como armador reserva da Conferência Leste, registrando 18 pontos, 3 assistências e 1 rebote. Haliburton e seu companheiro de equipe Buddy Hield foram selecionados para participar do Concurso de Três Pontos, onde ambos perderam na final para Damian Lillard.
Em 28 de fevereiro, Haliburton marcou 32 pontos, 7 rebotes e 6 assistências em uma vitória por 124-122 sobre o Dallas Mavericks. Em 5 de março, ele fez sua segunda cesta de três pontos vencedora da temporada em uma vitória por 125-122 contra o Chicago Bulls, terminando com 29 pontos e 11 assistências. No dia seguinte, em 6 de março, contra o Philadelphia 76ers, Haliburton registrou seu 30º duplo-duplo da temporada com 39 pontos e 16 assistências, tornando-se o primeiro jogador na história da franquia dos Pacers a registrar 30+ pontos e 15+ assistências em um único jogo. No jogo seguinte, em 9 de março, Haliburton marcou 29 pontos enquanto distribuía um recorde pessoal de 19 assistências em uma vitória por 134-125 na prorrogação contra o Houston Rockets. Ele tornou-se o 15º jogador na história da NBA a ter médias de 20+ pontos e 10+ assistências durante uma temporada inteira, sendo o primeiro a fazê-lo com mais de 40% de aproveitamento nos arremessos de três pontos.

#### All-NBA e Final de Conferência (2023–24)
Em 1º de julho de 2023, Haliburton concordou com uma extensão de contrato máximo com os Pacers no valor de até 260 milhões de dólares por cinco anos.
Em 4 de novembro, Haliburton igualou seu recorde de 43 pontos e acrescentou 12 assistências em uma derrota por um ponto para o Charlotte Hornets. Ele também se tornou o primeiro jogador na história dos Pacers a marcar pelo menos 40 pontos e 10 assistências em um jogo. Em 6 de novembro, dois dias depois, Haliburton registrou 23 pontos e 8 assistências, além de 3 cestas de três pontos, em uma vitória por 41 pontos sobre o San Antonio Spurs, dando ao técnico Rick Carlisle sua 900ª vitória na carreira. Em 12 de novembro, Haliburton registrou 25 pontos, 17 assistências e 0 turnovers em uma derrota para o Philadelphia 76ers, tornando-se o terceiro jogador mais jovem na história da NBA a alcançar 25+ pontos e 15+ assistências sem turnovers, juntando-se a Allen Iverson e Chris Paul. Em 14 de novembro, ele quase conseguiu um triplo-duplo com 33 pontos, 15 assistências e 7 rebotes em uma vitória na Copa NBA sobre o Philadelphia 76ers. Ele se tornou apenas o quinto jogador na história da NBA a registrar 30+ pontos, 15+ assistências e 0 turnovers em um único jogo, juntando-se a John Stockton, Chris Paul, LeBron James e James Harden. Ele também se tornou o primeiro jogador na história da NBA a alcançar 25+ pontos, 15+ assistências e 0 turnovers em jogos consecutivos desde que a contagem começou em 1977-78. Em 30 de novembro, Haliburton marcou um recorde pessoal de 44 pontos, além de 10 assistências, em uma derrota por 142-132 contra o Miami Heat. No final de novembro, Haliburton juntou-se a LeBron James e Michael Jordan como os únicos jogadores na história da liga a ter médias de pelo menos 25 pontos e 10 assistências com aproveitamentos de 50% nos arremessos de quadra e 40% nas bolas de três pontos em um único mês.
Em 4 de dezembro, Haliburton registrou seu primeiro triplo-duplo da carreira com 26 pontos, 10 rebotes, 13 assistências e 0 turnovers em uma vitória por 122-112 contra o Boston Celtics. Ele se tornou apenas o terceiro jogador desde que a liga começou a contabilizar turnovers na temporada de 1977-78 a registrar 25+ pontos, 10+ rebotes e 10+ assistências em um único jogo sem cometer um turnover sequer aos 23 anos ou menos, juntando-se a Nikola Jokić e Grant Hill. Em 28 de dezembro, Haliburton registrou 20 pontos, então seu recorde pessoal de 20 assistências, e zero turnovers em uma vitória por 120-104 contra o Chicago Bulls. Ele se tornou apenas o segundo jogador na história da NBA a registrar 20+ pontos e 20+ assistências sem cometer um turnover, juntando-se a Chris Paul em 2016. Em 30 de dezembro, Haliburton marcou 22 pontos e registrou um recorde pessoal de 23 assistências durante uma vitória por 140-126 sobre o New York Knicks. Ele se juntou a John Stockton e Magic Johnson como os únicos jogadores na história da NBA a registrar jogos consecutivos com 20 pontos e 20 assistências. Suas 23 assistências também igualaram o recorde de Jamaal Tinsley para o maior número de assistências em um jogo na história da franquia dos Pacers.
Em 25 de janeiro de 2024, Haliburton foi nomeado titular da Conferência Leste no All-Star Game de 2024, em Indianápolis, marcando sua segunda seleção consecutiva e sua primeira como titular. Em 5 de fevereiro, foi anunciado que Haliburton participaria novamente do Concurso de Três Pontos. Durante o All-Star Game, Haliburton marcou uma cesta de três pontos no quarto período, ultrapassando a marca de 200 pontos para a Conferência Leste, que venceu o jogo por 211-186.
Em 5 de abril, em um jogo contra o Oklahoma City Thunder, Haliburton registrou sua 714ª assistência da temporada, superando Mark Jackson como o jogador com mais assistências em uma temporada na história dos Pacers. No final da temporada, Haliburton foi nomeado para a Terceira Equipe All-NBA, sendo sua primeira seleção para um time All-NBA na carreira. Em 26 de abril de 2024, ele registrou um triplo-duplo com 18 pontos, 10 rebotes e 16 assistências, além de uma cesta de três pontosque garantiu a vitória dos Pacers por 121-118 na prorrogação no Jogo 3 da primeira rodada dos playoffs contra o Milwaukee Bucks. No Jogo 3 das semifinais da Conferência Leste contra o New York Knicks, Haliburton marcou a maior pontuação de sua carreira nos playoffs com 35 pontos em uma vitória por 111-106. Os Pacers derrotaram os Knicks em 7 jogos para avançar às finais da Conferência Leste, a primeira da franquia desde 2014. No jogo 2 das finais da conferência, Haliburton sofreu uma lesão no tendão e perdeu o resto da série, enquanto os Pacers foram varridos pelo Boston Celtics.

## Carreira na seleção
Haliburton foi selecionado para representar a Seleção Americana na Copa do Mundo de 2023, nas Filipinas. Em 28 de agosto de 2023, Haliburton registrou 9 pontos, 3 assistências, 2 rebotes, um roubo de bola e 3 bloqueios em uma vitória por 109-81 sobre a Grécia. Dois dias depois, ele registrou 6 pontos, 6 assistências, 4 rebotes e um roubo de bola em uma vitória por 110-62 sobre a Jordânia. Em 1º de setembro de 2023, Haliburton teve 10 pontos, 6 assistências, 2 rebotes e 2 roubos de bola em uma vitória por 85-73 sobre Montenegro. Em 5 de setembro de 2023, na vitória por 100-63 nas quartas de final contra a Itália, Haliburton marcou um recorde pessoal de 18 pontos, liderando a equipe, além de 5 assistências, 4 rebotes e 3 roubos de bola. Ele se tornou o terceiro jogador na história a fazer 6+ cestas de três pontos em um jogo de quartas de final na Copa do Mundo, juntando-se a Patty Mills com 6 em 2019 e Larry Ayuso com 7 em 2002. Em 8 e 10 de setembro de 2023, Haliburton novamente liderou a equipe com 8 assistências e 7 assistências, respectivamente, em derrotas para Alemanha nas semifinais e Canadá na disputa pelo bronze. 
Ao longo de oito jogos, Haliburton teve médias de 8,6 pontos, 5,6 assistências, 3 rebotes, 1,5 roubos de bola, 1,1 bloqueio, com 51% nos arremessos de quadra e 47% nas bolas de três. Ele liderou a equipe em roubos de bola e assistências, ajudando os Estados Unidos a terminar em quarto lugar, garantindo com sucesso a qualificação para as Olimpíadas de Verão de 2024.
Mais tarde, ele foi nomeado para a equipe olímpica de 2024. A equipe dos EUA ganharia a medalha de ouro em uma revanche contra a França.

## Estatísticas da carreira

### NBA
|  | Líder da liga |

Temporada regular
| Ano      | Equipe     | PJ  | PT  | MPJ  | AP   | 3P   | LL   | RT  | AS   | BR  | TO | PPJ  |
| -------- | ---------- | --- | --- | ---- | ---- | ---- | ---- | --- | ---- | --- | -- | ---- |
| 2020–21  | Sacramento | 58  | 20  | 30.1 | .472 | .409 | .857 | 3.0 | 5.3  | 1.3 | .5 | 13.0 |
| 2021–22  | Sacramento | 51  | 51  | 34.5 | .457 | .413 | .837 | 3.9 | 7.4  | 1.7 | .7 | 14.3 |
| 2021–22  | Indiana    | 26  | 26  | 36.1 | .502 | .416 | .849 | 4.3 | 9.6  | 1.8 | .6 | 17.5 |
| 2022–23  | Indiana    | 56  | 56  | 33.6 | .490 | .400 | .871 | 3.7 | 10.4 | 1.6 | .4 | 20.7 |
| 2023–24  | Indiana    | 69  | 68  | 32.2 | .477 | .364 | .855 | 3.9 | 10.9 | 1.2 | .7 | 20.1 |
| 2024-25  | Indiana    | 73  | 73  | 33.6 | .473 | .388 | .851 | 3.5 | 9.2  | 1.4 | .7 | 18.6 |
| Carreira | Carreira   | 333 | 294 | 33.0 | .477 | .392 | .855 | 3.7 | 8.8  | 1.5 | .6 | 17.5 |
| All-Star | All-Star   | 2   | 1   | 20.5 | .750 | .700 | -    | 4.0 | 4.5  | .0  | .0 | 25.0 |

Playoffs
| Ano      | Equipe   | PJ | PT | MPJ  | AP   | 3P   | LL   | RT  | AS  | BR  | TO | PPJ  |
| -------- | -------- | -- | -- | ---- | ---- | ---- | ---- | --- | --- | --- | -- | ---- |
| 2024     | Indiana  | 15 | 15 | 34.8 | .488 | .379 | .850 | 4.8 | 8.2 | 1.3 | .7 | 18.7 |
| Carreira | Carreira | 15 | 15 | 34.8 | .488 | .379 | .850 | 4.8 | 8.2 | 1.3 | .7 | 18.7 |

#### Universitário
| Ano      | Equipe     | PJ | PT | MPJ  | AP   | 3P   | LL   | RT  | AS  | BR  | TO | PPJ  |
| -------- | ---------- | -- | -- | ---- | ---- | ---- | ---- | --- | --- | --- | -- | ---- |
| 2018–19  | Iowa State | 35 | 34 | 33.2 | .515 | .434 | .692 | 3.4 | 3.6 | 1.5 | .9 | 6.8  |
| 2019–20  | Iowa State | 22 | 22 | 36.7 | .504 | .419 | .822 | 5.9 | 6.5 | 2.5 | .7 | 15.2 |
| Carreira | Carreira   | 57 | 56 | 34.9 | .509 | .426 | .756 | 4.6 | 5.0 | 2.0 | .8 | 11.0 |

Fonte:

## Prêmios e Homenagens
- NBA:
  - NBA Assistis Leader: 2024
  - 2x NBA All-Star: 2023, 2024
  - 2x All-NBA Team:
    - Terceiro Time: 2024, 2025[81]

## Vida pessoal
O pai de Haliburton, John, é árbitro, mas não na NBA. Haliburton é primo do ex-jogador de basquete Eddie Jones, que teve uma carreira de 14 anos na NBA e foi três vezes para o All-Star Game. Ele também é primo do atual jogador do Orlando Magic, Jalen Suggs.
Haliburton é cristão. Ele disse: "Minha fé cresceu muito nos últimos um ou dois anos. Quando eu era criança, não íamos muito à igreja, mas entendíamos o lugar de Deus em nossas vidas. Agora que sou adulto, eu vou à igreja aos domingos sempre que posso. Eu vou à capela antes dos jogos".

Haliburton é um dos quatro jogadores na história da NBA nascidos em 29 de fevereiro. Ele é um fã da WWE e apareceu em vários eventos, incluindo o Fastlane de 2023 em Indianápolis e o WWE Smackdown em 28 de junho de 2024, no Madison Square Garden.